# Németh Szilárd (labdarúgó)
Németh Szilárd (Komárom, 1977. augusztus 8. –)  szlovákiai magyar labdarúgó, jelenleg nem rendelkezik csapattal.

## Pályafutása

### Klubcsapatban
Profi pályafutását a pozsonyi Slovan Bratislava csapatában kezdte, ahová Anton Valovič edző ajánlásával került. 1997-ben ő volt a Slovan legfiatalabb tagja. 20 évesen igazolt el, eredetileg a prágai Sparta Praha-ba vezetett volna az útja, de végül az 1. FC Košice csapatát választotta. Mindkét szlovák klubjában kiemelkedő teljesítményt nyújtott, ennek elismeréseként a régió akkori legjobb klubjába került, a cseh Sparta Praha-ba. Abban az időben rekordösszegnek számító, 35 millió cseh koronáért igazolt át.
A csehországi kitérő után visszatért Szlovákiába, először az 1. FC Košice, majd később az Inter Bratislava csapatát erősítette. Az Interben való szereplése nagyon jól sikerült, kétszer is bajnok tudott lenni a sárga-feketékkel (2000 és 2001). Kétszer nyerte el a Szlovák bajnokság gólkirályi címét (2000 és 2001).
Sikeres hazai szereplése után több nyugat-európai kérője is akadt, köztük volt az olasz Inter Milano is, de ő 2001-ben az angol első osztályban szereplő Middlesbrought-val írt alá ötéves szerződést, akik 7 millió eurót fizettek érte. Németh az angol klubban a 8-as számot választotta. Az FA Premier League-ben első mérkőzését 2001. augusztus 25-én játszotta az Everton ellen.
A Middlesbrough-ban 23 gólt lőtt 150 mérkőzésen, de sajnos soha nem sikerült stabil helyet kiharcolni a csapatban.
A 2005-06-os szezonban klubot szeretett volna váltani, érdeklődött utána az UEFA Kupa győztes CSKA Moszkva is. Németh a szezon kezdetén megsérült (a Liverpool ellen), az egész évben mindössze 5 mérkőzést játszott rúgott gól nélkül. Végül kölcsönbe a francia Racing Strasbourg-ba igazolt. A másodosztályba való kiesés után a klub nem tudta megtartani Némethet, így a szezon után továbbállt.
A 2006-07-es szezon kezdete előtt kétéves szerződést írt alá a Bundesliga-ban szereplő Alemannia Aachen csapatával. 2006 novemberében súlyos betegséget kapott - tüdőembóliát. Így az első Bundesligás évében mindössze 4 mérkőzést játszott és 1 gólt ért el. Az Aachen a szezon után kiesett az első osztályból. A következő, 2007-08-as szezonban csapata házi gólkirálya lett 9 góllal. 2008. május 19-én meghosszabbította szerződését az Aachen-el a 2009-10-es bajnokság végéig. A rengeteg sérülés egész pályafutására kihatott, az Aachen-ben a 2009-10-es szezonban 17 mérkőzésből mindössze 4-en tudott végig a pályán lenni, ezért az időközben lejárt szerződése után hazajött, de egyelőre nem talált magának klubot.

### A szlovák válogatottban
Németh Szilárd az első mérkőzését a szlovák A-válogatottban 19 évesen játszotta. 2000-ben Dušan Radolský edző nevezte őt az U21-es válogatottba, így Németh részese volt a csapatnak, ami kvalifikálta magát a 2000-es U21-es Európa Bajnokságra. A tornán Szlovákia a negyedik helyezést érte el. Nevezve volt a 2000-es Sydney olimpiára is, de a ligás csapatok döntése a játékosok szerepeltetését illetően ezen a tornán nem vehetett részt.
Németh meghatározó játékosa volt a felnőtt válogatottnak is 1996-tól egészen 2006-ig. 59 mérkőzésen 22 gólt lőtt, ami 2010 júniusáig rekordnak számított a rúgott gólok értelmében Szlovákia színeiben.

## Sikerei, díjai
- Szlovák bajnok: 1995, 1996, 2000, 2001
- Szlovák gólkirály: 2000, 2001
- Szlovák kupagyőztes: 1997
- Cseh bajnok: 1998
- Angol Ligakupa győztes: 2004
- Év játékosa: győztes: 1999, Második hely: 2003, TOP 10 helyezés: 1996, 1999, 2001, 2002, 2004, 2005
- Az év legjobb 11-ének tagja: 1996, 1999, 2000